# Арлін Джадж
Арлін Джадж (англ. Arline Judge, нар. 21 лютого 1921, Бриджпорт, Коннектикут — пом. 7 лютого 1974, Західний Голлівуд, Каліфорнія) — американська акторка.
Народилася в Коннектикуті в родині журналіста. Коли вона була ще дитиною, батько перевіз родину в Нью-Йорк. Свою кар'єру Джадж почала з виступів у водевілях і нічних клубах. У 1939 році під час виступу в одному з бродвейських ревю її помітив агент студії «RKO Pictures», з якою вона невдовзі уклала контракт. За роки своєї акторської кар'єри Джадж зіграла в таких фільмах, як «Молода наречена» (1932), «Літаючі дияволи» (1933), «Скандали Джорджа Уайта 1935 року» (1935), «Шкіряний парад» (1936), «Так хоче леді» (1942) і «Гріхи пана Дідлбока» (1946). До кінця 1940-х її кар'єра поступово пішла на спад, і після ще пари ролей на телебаченні в 1960-х роках, актриса завершила свою кар'єру.
Крім своїх акторських робіт Арлін Джадж була відома своїми численними шлюбами. Акторка вісім разів виходила заміж, і кожен її шлюб закінчувався розлученням. Серед її чоловіків були режисер Уеслі Рагглс і власник клубу «Нью-Йорк Янкіз» Ден Топпінг, від якого вона народила двох синів. Арлін Джадж померла в Західному Голлівуді в 1974 році у віці 61 року, і була похована на католицькому кладовищі міста Стратфорд в Коннектикуті.

## Вибрана фільмографія
| Рік  |   | Українська назва                               | Оригінальна назва            | Роль               |
| ---- | - | ---------------------------------------------- | ---------------------------- | ------------------ |
| 1931 | ф | Американська трагедія                          | An American Tragedy          | Белла Гріффітс     |
| 1934 | ф | Дивлячись на неприємності                      | Looking for Trouble          | Мейзі Брайан       |
| 1936 | ф | Король бурлеску                                | King of Burlesque            | Конні              |
| 1947 | ф | Божевільна середа, або Гріх Гарольда Діддлбока | The Sin of Harold Diddlebock | майстриня манікюру |
| 1964 | с | Перрі Мейсон                                   | Perry Mason                  | Еммалу Шнайдер     |